# Cambra d'aire

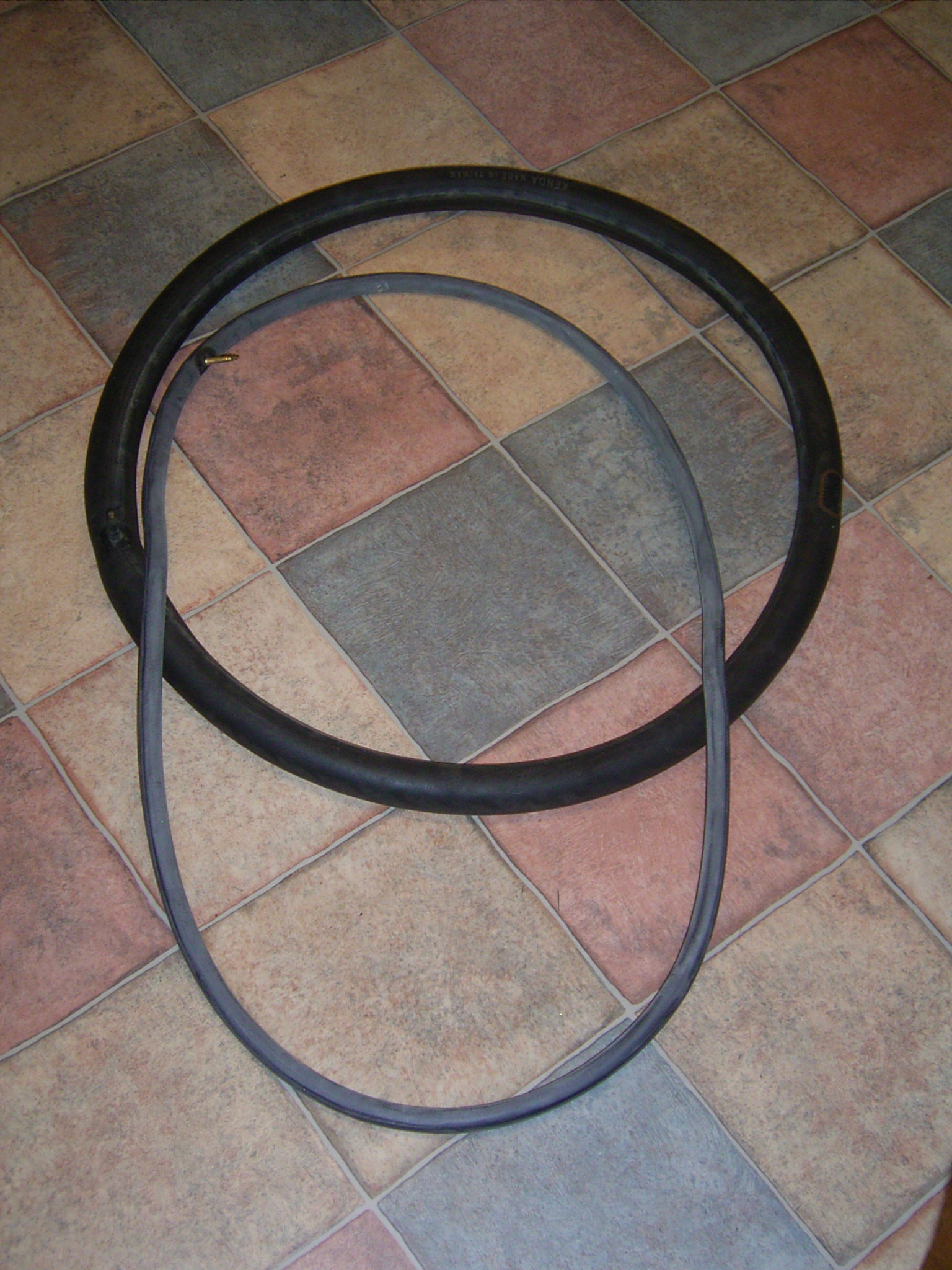
Cambres d'aire de bicicleta

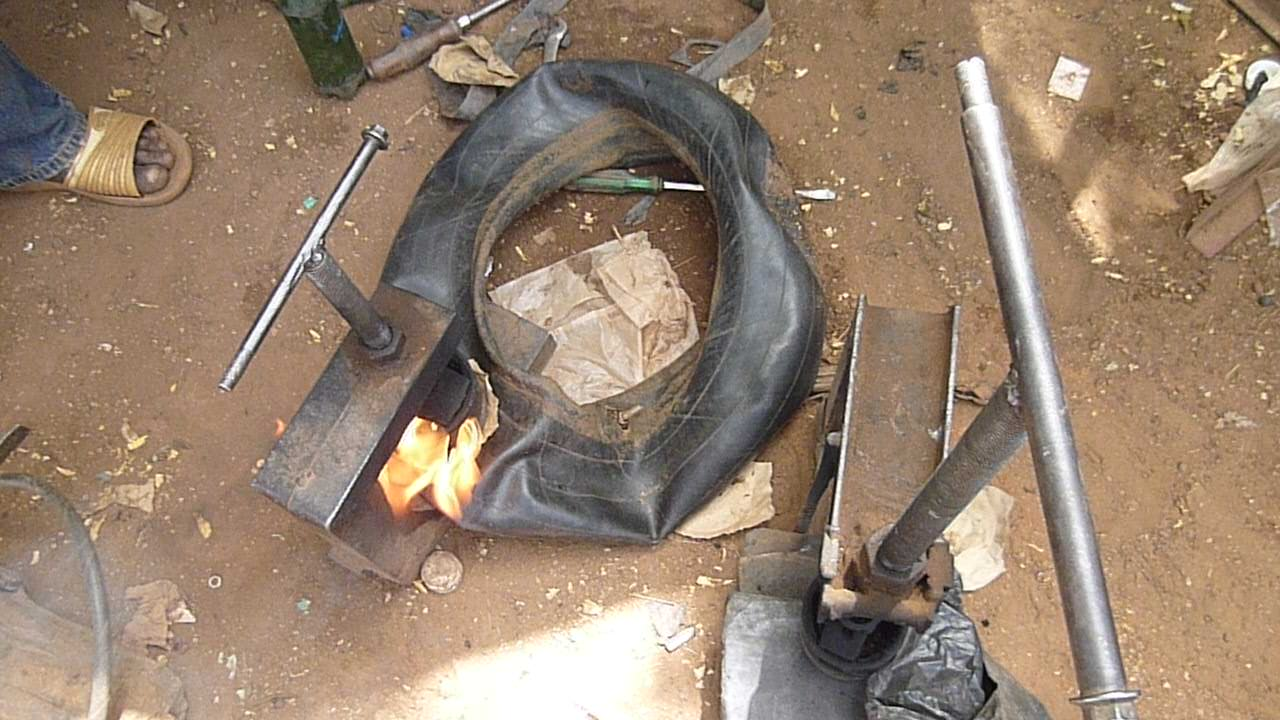
Reparació de la cambra d'aire (Burkina Faso)

Una cambra d'aire és un recipient de cautxú de forma toroidal que conté l'aire sota pressió a l'interior dels pneumàtics.
Habitualment els vehicles automòbils no fan servir cambres, però sí les bicicletes tot i que en competició existeixen rodes amb llandes especials i sense cambra per a reduir pes.